# Eva Llorach
Eva Llorach (Murcia, 21 de octubre de 1970) es una actriz de teatro, cine y televisión española. En 2019 obtuvo el premio Goya como mejor actriz revelación.

## Biografía
Se forma en la Escuela Superior de Arte Dramático de Murcia, en el Laboratorio de William Layton, en el Estudio Juan Carlos Corazza, y con John Strasberg. Entre otros, ha protagonizado los largometrajes Eva en la nube, Once días de julio de Jorge Izquierdo, Diamond flash y Magical girl de Carlos Vermut, y Gente en sitios de Juan Cavestany. En teatro ha interpretado musicales como Urinetown y obras como Maté a un tipo, El desperdiciado trabajo del amor o Aún no consigo besar y Este sueño que llamamos realidad del director y dramaturgo argentino Diego Bagnera.
Ha formado parte de grupos y compañías de Danza-Teatro. Ha colaborado con Dramatizaciones para los másteres en Mediación impartidos por la Facultad de Educación de la Universidad de Murcia y el Colegio de Abogados de Murcia en colaboración con la empresa Mediacción de los años 2008 a 2013.
Nominada al premio Goya actriz revelación en la 33.ª edición de los Premios Goya, el 2 de febrero de 2019, resultó ganadora y recibió dicho premio, por su interpretación de Violeta en la película Quién te cantará.

## Filmografía

### Cine
| Año  | Título                | Personaje                 | Director           |
| ---- | --------------------- | ------------------------- | ------------------ |
| 2011 | Diamond flash         | Violeta                   | Carlos Vermut      |
| 2013 | #Realmovie            | Eva Binoff                | Pablo Maqueda      |
| 2013 | Gente en sitios       | Eva                       | Juan Cavestany     |
| 2013 | La lava en los labios | Toni                      | Jordi Costa        |
| 2014 | Magical Girl          | Laura                     | Carlos Vermut      |
| 2016 | Estirpe               | Secretaria                | Adrián López       |
| 2017 | Bajo la rosa          | Mujer del Hombre de negro | Josué Ramos        |
| 2018 | El aviso              | Madre Sara                | Daniel Calparsoro  |
| 2018 | Quién te cantará      | Violeta                   | Carlos Vermut      |
| 2021 | Errante corazón       | Eloísa                    | Leonardo Brzezicki |
| 2022 | Jaula                 | Maite                     | Ignacio Tatay      |
| 2023 | La desconocida        | Elisa                     | Pablo Maqueda      |
| 2024 | Un lugar común        | Pilar                     | Celia Giraldo      |

### Televisión
| Año         | Título                          | Cadena              | Personaje             | Notas        |
| ----------- | ------------------------------- | ------------------- | --------------------- | ------------ |
| 2011        | Los Quién                       | Antena 3            | Extra                 | 1 episodio   |
| 2014        | Desesperados                    | YouTube             | Anna Hernández-Köller | 1 episodio   |
| 2014        | El fin de la comedia            | Comedy Central      | Abogada               | 2 episodios  |
| 2015 - 2016 | Cuéntame cómo pasó              | La 1                | Enfermera             | 2 episodios  |
| 2016        | El ministerio del tiempo        | La 1                | Mujer 1946            | 1 episodio   |
| 2016        | Centro médico                   | La 1                | Nuria                 | 1 episodio   |
| 2018        | + de 100 mentiras               | Flooxer             | Maite                 | 1 episodio   |
| 2019        | Terror y feria                  | Flooxer             | Sue Ellen             | 1 episodio   |
| 2019        | La que se avecina               | Telecinco           | Directora de RRHH     | 1 episodio   |
| 2019 - 2021 | Élite                           | Netflix             | Sandra Ávalos         | 19 episodios |
| 2020        | Mentiras                        | Antena 3            | Amparo                | 3 episodios  |
| 2020        | Albanta                         | Atresplayer Premium | Idalia                | 6 episodios  |
| 2021        | Madres. Amor y vida             | Prime Video         | Andrea                | 6 episodios  |
| 2022        | Fanático                        | Netflix             | Paty                  | 3 episodios  |
| 2022        | Tus Monstruos                   | Filmin              | Alexia Moon           | 4 episodios  |
| 2023        | Los pacientes del doctor García | La 1 y Netflix      | Clara Stauffer        | 9 episodios  |
| 2023        | El cuerpo en llamas             | Netflix             | Ester Barona          | 8 episodios  |

## Premios y nominaciones

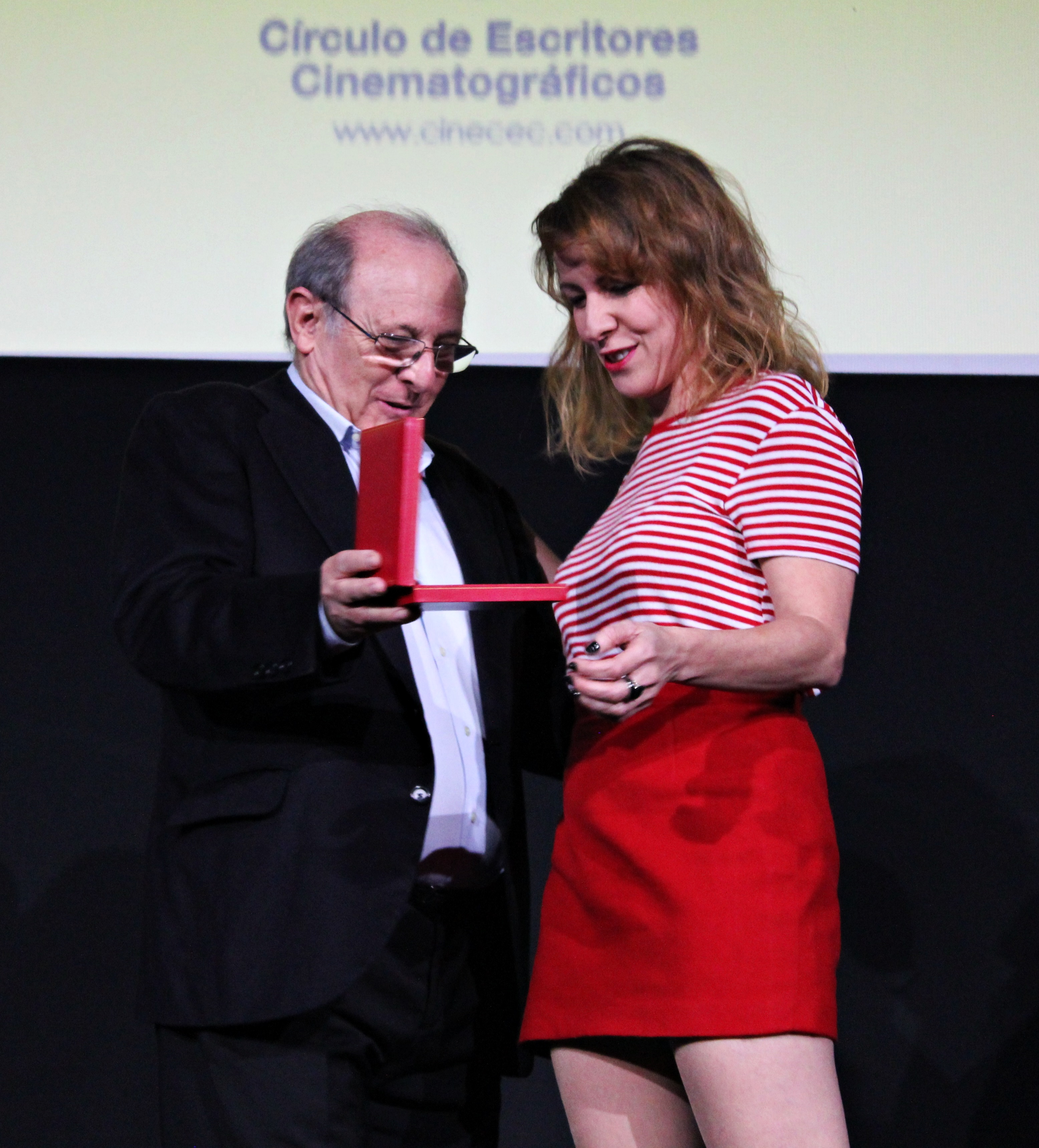
Llorach recibe la medalla del CEC a la actriz revelación de 2018 de manos de Emilio Gutiérrez Caba.

| Año  | Premio                      | Categoría                     | Trabajo nominado | Resultado | Ref.   |
| ---- | --------------------------- | ----------------------------- | ---------------- | --------- | ------ |
| 2019 | Premios Goya                | Mejor actriz revelación       | Quién te cantará | Ganadora  | [ 5 ]  |
| 2019 | Premios Feroz               | Mejor actriz protagonista     | Quién te cantará | Ganadora  | [ 7 ]  |
| 2019 | Premios José María Forqué   | Mejor interpretación femenina | Quién te cantará | Ganadora  | [ 8 ]  |
| 2019 | Medallas del CEC            | Actriz revelación             | Quién te cantará | Ganadora  | [ 9 ]  |
| 2019 | Unión de Actores y Actrices | Mejor actriz revelación       | Quién te cantará | Ganadora  | [ 10 ] |
| 2019 | Premios Días de Cine        | Mejor actriz española         | Quién te cantará | Nominada  | [ 11 ] |
| 2019 | Premios Días de Cine        | Ha nacido una estrella        | Quién te cantará | Ganadora  | [ 11 ] |